# Port lotniczy Inis Meáin
Port lotniczy Inis Meáin (kod IATA: IIA, kod ICAO: EIMN) – prywatny port lotniczy położony na wyspie Inis Meáin, w archipelagu Aran, w hrabstwie Galway, w Irlandii.

## Kierunki lotów i linie lotnicze
| Linia lotnicza    | Kierunek                              |
| ----------------- | ------------------------------------- |
| Aer Arann Islands | 1. Connemara 2. Inis Mór 3. Inis Oírr |